# Pusti me da spavam
Pusti me da spavam je nezavisni kratki igrani film čiji scenarij, produkciju i režiju potpisuje mlada autorica Sara Hribar.
Film priča priču o tegobama dvaju ljubavnih parova: Klare i Mirana (Nataša Janjić, Frano Mašković) i Nine i Danka (Marija Tadić, Živko Anočić). Film prikazuje kompleksne situacije u ljubavnim vezama i svemu onom što ih okružuje. Vrlo važna poveznica je ona s pjesmom Gabi Novak (čini vrlo bitni okvir filma). 
Ključne riječi su prevara, izdaja i inercija. Osim što se bavi osjetljivim i intimnim ljudskim momentima, film obilježava i izvrsna glumačka postava (osim glavnih rola tu su i sjajne minijature: Inge Appelt, Jadranka Đokić, Vili Matula).
Film je premijerno prikazan na 16. Danima hrvatskog filma, a također ima europsku i svjetsku premijeru na značajnim međunarodnim filmskim festivalima.  
- režija: Sara Hribar
- scenarij: Sara Hribar
- direktorica fotografije: Ranka Latinović
- montaža: Jelena Modrić, Anja Novković
- animacija: Iva Blašković
- glumci: Nataša Janjić, Živko Anočić, Inge Appelt, Vili Matula, Marija Tadić, Frano Mašković, Jadranka Đokić, Ivan Glowatzky, Barbara Vicković)
- produkcija: Ž.N.J.